# スロバキア共和国 (1990年-1992年)

スロバキア共和国
Slovenská Republika (スロバキア語)

国歌: Nad Tatrou sa blýska（スロバキア語）
稲妻がタトラの上を走り去り

チェコスロバキア共和国のうち、赤色の部分がスロバキア。

スロバキア共和国（スロバキアきょうわこく、スロバキア語: Slovenská Republika）は、1993年までチェコスロバキアを構成していた共和国のひとつである。1990年にスロバキア社会主義共和国が国名変更し、この国名になった。チェコスロバキアの解体で、1993年1月1日午前0時0分に主権国家として独立した。（ビロード離婚）